# Associations littéraires dialectales en Belgique romane
En Belgique romane, une association littéraire dialectale est un organisme, généralement organisé sous la forme d'une association sans but lucratif ou d'une association de fait, dont l'objet social est la production, la diffusion et la promotion de la littérature en langues régionales romanes.

## Activités
Les principales activités des associations littéraires dialectales sont l'édition de revues, d'anthologies et de collections littéraires. À ce titre, elles jouent notamment un rôle important dans la production de périodiques en wallon.

## Dynamique actuelle
Certaines de ces associations bénéficient du soutien financier de la Communauté française de Belgique. En 2025, sa ministre-présidente Élisabeth Degryse estime que le secteur « demeure à ce jour fragmenté, peu professionnalisé et par conséquent relativement fragile ».
Le linguiste Michel Francard estime que leurs productions tendent à se professionnaliser, mais observe qu'elles touchent un lectorat de plus en plus réduit. De ce fait, les textes en langue régionale sont de plus en plus souvent accompagnés d'une traduction en français.

## Associations pan-wallonnes

### Société de langue et de littérature wallonnes
La Société de langue et de littérature wallonnes — d'abord appelée, lors de sa fondation à Liège en 1856, la Société liégeoise de littérature wallonne — est la plus importante association littéraire dialectale en Belgique romane. Elle fait office d'académie des langues et lettres wallonnes.

### Action littéraire interprovinciale wallonne
Fondée en 1934 à Liège, l'Action littéraire interprovinciale wallonne (ALIW) a vu ses activités interrompues par la Seconde Guerre mondiale. Elle réunissait notamment les écrivains Willy Bal, Gabrielle Bernard, Joseph Calozet, Franz Dewandelaer, Michel Duchatto (wa), Marcel Fabry (wa), George Fay (wa), Ernest Haucotte (wa), Louis Lecomte (wa), François Masset et Joseph Mignolet et avait notamment pour objets le développement d'une littérature wallonne plus universelle et le rapprochement avec les autres littératures dialectales du domaine gallo-roman. L'un de ses artisans, et par ailleurs son secrétaire, était Émile Lempereur.

## Associations locales

### Association littéraire wallonne de Charleroi
Fondée en 1908, l'Association littéraire wallonne de Charleroi (ALWaC) promeut la littérature en ouest-wallon. Elle édite depuis 1949 un mensuel intitulé èl Bourdon.

### Les Montois cayaux
Fondée en 1975 pour rendre hommage au peintre et littérateur Marcel Gillis, cette association à but philanthropique a pour principales activités la publication d'écrits régionaux et en patois montois ainsi que la représentation de textes et œuvres scéniques montois.

### Lès Rèlîs Namurwès
Lès Rèlîs Namurwès est le nom d'un cercle littéraire fondé en 1909 des élèves de l'Athénée royal de Namur. Il porte depuis 1934 le titre de société royale. Son périodique, Les Cahiers wallons, parait depuis 1937.

### Les Scriveûs du Cente
Les Scriveûs du Cente (« Les Écrivains du Centre ») est le nom d'un cercle littéraire fondé en 1945 à La Louvière. Il a repris la publication du mensuel Èl mouchon d'aunia, fondé en 1912.

### Royal Club Wallon
Fondée en 1898 à Malmedy, cette association est soutenue depuis 2025 par la Fédération Wallonie-Bruxelles via une convention d'un montant annuel de 8 400 €. Elle édite deux revues : Lu Vî Sprâwe et Lu P'tite Gazète.